# Шабарія (Сомбатгей)
 Шабарія ФК  (угор. Sabaria FC) — професіональний угорський футбольний клуб з міста Сомбатгей, що існував з 1912 по 1949 рік. Клуб провів п’ять сезонів у вищому футбольному дивізіоні Угорщини, двічі посідав четверте місце.

## Історія клубу
В період до Першої світової війни клуб «Сомбатгей» виступав у провінційному чемпіонаті, так званого дунайського району. Після війни команду було включено до Західної ліги.  Угорська першість була поділена на регіональні ліги. Особняком стояв чемпіонат Будапешту і його околиць, де виступали найсильніші команди країни і найкращі гравці. Переможці ж регіональних ліг, по завершенні регулярного сезону, за олімпійською системою визначали найкращого, а вже переможець цього турніру міг зіграти з переможцем Будапешту за звання чемпіона всієї Угорщини. Столичні команди жодного разу у цих матчах не поступилися, підтверджуючи свій вищий рівень. 
«Сомбатгей» був лідером західної ліги, адже лише одного разу у період з 1920 по 1926 рік команда не потрапила до національного фінального раунду, поступившись клубу «Татабанья» (1:1, 0:3) у 1922 році. У фінальному турнірі у клуба теж є здобутки: двічі «Сомбатгей» був найсильнішим у міжрегіональному плей-офф і виходив на чемпіона Будапешту. Обидва рази суперником була команда  МТК (Будапешт). В 1923 році «Сомбатгей» програв МТК з рахунком 0:2. Склад команди в цьому матчі: Вейнгард – Прем, Надь – Такач, Вамош, Шютц – Кручлер, Месарош, Хольцбауер, Фаркаш, Немет. А в 1924 році «Сомбатгей» навіть зіграв унічию 1:1. Склад команди в цьому матчі: Вейнгард – Надь, Прем – Вамош, Сабо, Морітц – Кручлер, Месарош, Хольцбауер, Пар, Немет. Голом відзначився Хольцбауер. В переграванні поступилися 0:3. 
1926 року «Сомбатгей» входив до числа членів-засновників Угорської професійної ліги, причому був включений одразу до вищої ліги. Саме в цей час команда змінила назву на «Шабарія». Дебютні виступи в еліті видались для клубу вдалими – двічі поспіль четверте місце. В 1929 році команда несподівано вилетіла у Лігу 2, але одразу повернулася, втримавшись, щоправда, лише на два сезони.  
З того часу «Шабарія» виступала лише в другій і третій лігах чемпіонату. В 1949 році команда злилася з двома іншими представниками міста Сомбатгей. 

## Футболісти «Шабарії» у збірній
У час найвищого підйому клубу, що спостерігався в 20-х роках, футболісти «Шабарії» активно викликалися до складу збірної Угорщини. Першим у травні 1925 року став Іштван Кручлер. У липні того ж року перші свої матчі в національній команді зіграли воротар Ференц Вейнгард і нападник Йожеф Хольцбауер, які є рекордсменами клубу у збірній. Вейнгард зіграв найбільше матчів – 10, а Хольцбауер забив найбільше м’ячів – 5 у 6 матчах. 
Загалом у 1925 – 1929 роках у складі національної збірної Угорщини виступало 9 гравців «Шабарії». Крім вище названих це: Ласло Пешовнік (4 матчі), Янош Надь (3 матчі), Ерно Вамош (3 матчі), Іштван Месарош (3 матчі, 1 гол), Янош Штофіан (2 матчі, 2 голи), Моріц Прем (1 матч), Іштван Кручлер (1 матч). 

## Зміна назви клубу
- 1912-1912: Szombathelyi Acél –  «Сталь Сомбатгей»
- 1912-1913: Szombathelyi Iparosok Kereskedők és Munkások TK – Товариство трейдерів і промислових працівників Сомбатгею
- 1913-1926: Szombathelyi Athletikai Klub  - Сомбатгейський атлетичний клуб
- 1926-1929: Sabaria Labdarúgók Szövetkezete – «Шабарія» футбольне товариство
- 1929-1932: Sabaria Football Club - «Шабарія» футбольний клуб
- 1932-1945: Szombathelyi FC – «Сомбатгей» ФК
- 1945-1946: Barátság Szombathelyi AK – «Дружба Сомбатгей» АК
- 1946-1949: Szombathelyi AK – «Сомбатгей» Ак
- 1949: Об’єднання з командами «Сомбатгей Бордьяр» і «Сомбатгей Текстиль».

## Виступи в чемпіонаті Угорщини
| Сезон   | Ліга                                   | Клас | Місце | Кількість команд | Очок | Кубок Угорщини |
| ------- | -------------------------------------- | ---- | ----- | ---------------- | ---- | -------------- |
| 1912–13 | Регіональний чемпіонат, Дунайська ліга | 2    | 2     | 6                | 14   |                |
| 1913–14 | Регіональний чемпіонат, Дунайська ліга | 2    | 3     | 7                | 17   |                |
| 1919–20 | Західний регіон, підгрупа Сомбатгею    | 2    | 1     | 8                | 14   |                |
| 1920–21 | Західний регіон, підгрупа Сомбатгею    | 2    | 1     | 8                |      |                |
| 1921–22 | Західний регіон, підгрупа Сомбатгею    | 2    | 1     | 9                | 18   |                |
| 1922–23 | Західна ліга 1                         | 2    | 1     | 10               | 24   |                |
| 1923–24 | Західна ліга 1                         | 2    | 1     | 10               | 27   |                |
| 1924–25 | Західна ліга 1                         | 2    | 1     | 11               | 37   |                |
| 1924–25 | Західна ліга 1                         | 2    | 1     | 10               | 32   |                |
| 1926–27 | 1 Ліга професійного чемпіонату         | 1    | 4     | 10               | 19   |                |
| 1927–28 | 1 Ліга професійного чемпіонату         | 1    | 4     | 12               | 33   |                |
| 1928–29 | 1 Ліга професійного чемпіонату         | 1    | 12    | 12               | 12   |                |
| 1929–30 | 2 Ліга професійного чемпіонату         | 2    | 1     | 13               | 44   |                |
| 1930–31 | Професійна 1 Ліга                      | 1    | 7     | 12               | 20   |                |
| 1931–32 | Професійна 1 Ліга                      | 1    | 12    | 12               | 8    |                |
| 1933–34 | Західна ліга 2                         | 3    | 8     | 10               | 11   |                |
| 1934–35 | Західна ліга 2                         | 3    | ?     | 12               |      |                |
| 1935–36 | Західна ліга 2                         | 3    | ?     | 10               |      |                |
| 1936–37 | Західна ліга 2                         | 3    | 1     | 12               | 42   |                |
| 1937–38 | Західна ліга 2                         | 2    | 5     | 14               | 28   |                |
| 1938–39 | Західна ліга 1                         | 3    | 9     | 14               | 22   |                |
| 1939–40 | Західна ліга 1                         | 3    | 1     | 14               | 45   |                |
| 1940–41 | Національний чемпіонат 2               | 2    | 5     | 14               | 26   |                |
| 1941–42 | Національний чемпіонат 2               | 2    | 2     | 14               | 39   |                |
| 1942–43 | Національний чемпіонат 2               | 2    | 2     | 12               | 29   |                |
| 1943–44 | Національний чемпіонат 2               | 2    | 14    | 16               | 23   |                |
| 1944–45 | Національний чемпіонат - незакінчений  | 2    | ?     | 11               |      |                |
| 1945    | Північна Дунайська ліга                | 2    | 5     | 14               | 11   |                |
| 1945–46 | Західна ліга 1                         | 2    | 2     | 10               | 24   |                |
| 1946–47 | Національний чемпіонат 2               | 2    | 9     | 14               | 22   |                |
| 1947–48 | Національний чемпіонат 2               | 2    | 11    | 14               | 21   |                |
| 1948–49 | Національний чемпіонат 2               | 2    | 15    | 16               | 20   |                |